# Charlotte York Goldenblatt
Charlotte York Goldenblatt (született: Charlotte York, korábban: Charlotte York MacDougal) egy kitalált szereplő az 1998 és 2004 között sugárzott Szex és New York című HBO-sorozatban. A szerepet a sorozat 2008-ban készült filmváltozatában, valamint annak 2010-es folytatásában, a Szex és New York 2-ben is megismételte. A karakter alakítója Kristin Davis.

## Személyiség
Charlotte optimistán próbál tekinteni az életre és a város forgatagára. Jólnevelt lányként tökéletes és kiegyensúlyozott gondolatvilággal rendelkezik. Talán túl idealista, ebből adódnak csalódásai is. Évekig kristálytiszta látomása volt saját életéről. Tudta, hogy férjhez akar menni. Szerelemből. Lehetőleg egy gazdag és elismert férfihez. Charlotte nőies gardróbja a gazdag Park Avenue-i környék életmódjának tükre. Stílusa inkább klasszikus és időtlen. A pasztellszíneket kedveli a megfelelő kiegészítőkkel, melyek felvillantják játékos, kislányos énjét is.

## Hol lakik?
Charlotte az Upper East Side egyik legdrágább részén lakik, a Park Avenue 700 szám alatt. A lakás a Trey-jel való tönkrement házassága után maradt rá.

## Kapcsolatok

### Dr. Trey MacDougal
Dr. Trey MacDougal a fehér lovon érkező hercegnek tűnt, ám házasságuk mégsem volt zökkenőmentes. Nem olyan fából faragták, hogy hamar feladja, ezért Charlotte keményen dolgozott, hogy házasságát megmenthesse. Férjét sikerült rávennie, hogy járjanak szexuálpszichológushoz, anyósával pedig tisztázták a nézeteltéréseket. Még galériaigazgatói posztját is feladta, hogy odaadó feleség lehessen. A szexuális életük rendbejött, de amikor Charlotte úgy érezte, hogy itt az idő a gyermekvállalásra, a dolgok ismét rosszra fordultak. Mivel nem tudott természetes úton teherbe esni, hormonterápiát kezdett és már az örökbefogadás gondolatával is foglalkozott. Ezzel szemben Trey megmakacsolta magát és megkérdőjelezte kapcsolatuk alapjait. Ahogy rájött házasságuk törékeny voltára, Charlotte feladta a felesleges harcot. Leszámolt a boldog házasság mítoszával, ennek ellenére nem keseredett meg. Visszatért hobbijához, a művészet világához és elment önkéntes tárlatvezetőnek a Modern Művészetek Múzeumába. Időt akart adni magának, hogy rendezze érzelmeit és megerősödve térjen vissza a nemek közti harcmezőre.

### Harry Goldenblatt
Trey-jel való sikertelen házassága után Charlotte válóperes ügyvédjében találja meg a nagy Őt. Az Ő pedig nem más, mint Harry Goldenblatt. Először ugyan nem akarja felvállalni kapcsolatát Harry-vel, mert nem tartozik a Park Avenue-i elithez. Végül mégiscsak a szerelem győz, viszont ahhoz, hogy összeházasodhassanak, Charlotte áttér a zsidó vallásra, és megtanul maceszgombócot készíteni. Ám az imádnivaló kopasszal sem gondoktól mentes az élet, ugyanis továbbra sem akar a baba Charlotte-nak összejönni. Egyszer elvetél, és hiába próbál újra terhes maradni. Végül elhatározzák, hogy örökbe fogadnak egy kicsit, de az igazi szülők az utolsó pillanatban meggondolják magukat. Aztán minden megoldódni látszik: adoptálhatnak egy kisbabát Kínából. A Szex és New York sorozatból készült mozifilmben pedig Charlotte csodával határos módon teherbe esik és egy lánygyereknek ad életet.

## Fordítás
- Ez a szócikk részben vagy egészben az Charlotte York Goldenblatt című angol Wikipédia-szócikk fordításán alapul.  Az eredeti cikk szerkesztőit annak laptörténete sorolja fel. Ez a jelzés csupán a megfogalmazás eredetét és a szerzői jogokat jelzi, nem szolgál a cikkben szereplő információk forrásmegjelöléseként.